# حرب السحر
حرب السحر (باليابانية: 魔法少女大戦، بالروماجي: Mahō Shōjo Taisen) (بالإنجليزية: Magica Wars)‏ هو مسلسل أنمي ياباني تلفزيوني مقتبس من سلسلة ألعاب فيديو. أنتج من قبل استوديو غايناكس، وإخراج أيانو أوهنوكي، عرض الأنمي في 8 أبريل عام 2014 واستمر عرضه حتى 30 سبتمبر عام 2014، وتكون 26 حلقة.

## القصة
تدور أحداث القصة عن مسابقة بين فتيات ساحرات اجتمعت من 47 محافظة في اليابان.

## الشخصيات
ناروكو أوبا (باليابانية: 青葉 鳴子، بالروماجي: Aoba Naruko)
مؤدية الصوت: ميهو أراكاوا
تاكيسوزومي (باليابانية: タケスズメ، بالروماجي: Takesuzume)
مؤدي الصوت: كويتشي ياماديرا
رين كوباري (باليابانية: 小張 凛، بالروماجي: Kobari Rin)
مؤدية الصوت: ريه موراكاوا
موسوكي (باليابانية: モ助، بالروماجي: Mosuke)
مؤدية الصوت: ساتومي أراي
يوري إينواشي (باليابانية: 犬鷲 由里، بالروماجي: Inuwashi Yuri)
مؤدية الصوت: ريوكو شينتاني
شيشيكو (باليابانية: ししく، بالروماجي: Shishiku)
مؤدية الصوت: ريوتا تاكيوتشي
ماتسوري سينغين (باليابانية: 浅間 まつり، بالروماجي: Sengen Matsuri)
مؤدية الصوت: يوشينو نانجو
تورو' (باليابانية: トロ، بالروماجي: Toro)
مؤدية الصوت: ميتسوؤو إيواتا
سوزوكا كاميكي (باليابانية: 神木 鈴花، بالروماجي: Kamiki Suzuka)
مؤدية الصوت: ميكاكو كوماتسو
إيبيزو (باليابانية: エビゾウ، بالروماجي: Ebizō)
مؤدية الصوت: شيغيرو تشيبا
ميبوكي كونوي (باليابانية: 近衛 めぶき، بالروماجي: Konoe Mebuki)
مؤدية الصوت: كوتوري كويواي
أواغي-سان (باليابانية: おあげさん، بالروماجي: Oage-san)
مؤدية الصوت: أريسا نيشيغوتشي
رينكا أرياكي (باليابانية: 有明 煉華، بالروماجي: Ariake Renka)
مؤدية الصوت: يوكا تيرازاكي
إيسورا (باليابانية: 笑空، بالروماجي: Esora)
مؤدي الصوت: كابي ياماغوتشي
أماني ساكاكي (باليابانية: 榊天音، بالروماجي: Sakaki Amane)
مؤدية الصوت: هارونا إيكيزاوا